# Roberto Gerardi
Roberto Gerardi (* 18. Oktober 1919 in Rom; † 10. Juni 1995 in Parma, Italien) war ein italienischer Kameramann.

## Leben und Wirken
Gerardi stieß 1941 zum Film und erlernte sein Handwerk als Assistent der Kameraveteranen Carlo Montuori und Anchise Brizzi, unter dessen Leitung er 1946 als einfacher Kameramann am Meisterwerk des neorealistischen italienischen Films Schuhputzer von Vittorio de Sica beteiligt gewesen war. In den Folgejahren bis 1955 wirkte der gebürtige Römer unter der Führung von Otello Martelli als Kameraoperateur an einer Reihe von italienischen Filmklassikern wie Bitterer Reis, Stromboli, Franziskus, der Gaukler Gottes, Es geschah Punkt 11, Wie herrlich, eine Frau zu sein und Die Schwindler. Zu Gerardis Regisseuren, deren Arbeitsweise er in diesen frühen Jahren kennenlernen durfte, zählten neben de Sica einige der wichtigsten Filmemacher jener Jahre, allen voran Roberto Rossellini, Giuseppe De Santis, Alessandro Blasetti und Federico Fellini.
1956 konnte Roberto Girardi unter Nanni Loy erstmals alleinverantwortlich als Chefkameramann arbeiten. In den kommenden gut drei Jahrzehnten stand er bei einer Fülle von soliden und zum Teil recht populären Unterhaltungsfilmen hinter der Kamera und setzte mit seinen Aufnahmen nationale wie internationale Stars wie Sophia Loren, Marcello Mastroianni, Alberto Sordi, Ugo Tognazzi, Romy Schneider, Horst Buchholz, Bette Davis, Fredric March, O. W. Fischer und Terence Hill ins Bild. Jedoch erlangte nur selten einer dieser Filme auch künstlerischen Rang. In seinen letzten Arbeitsjahren begann Roberto Gerardi außerdem für das heimische Fernsehen zu arbeiten, ehe er sich mit Beginn der 1990er Jahre auf das Altenteil zurückzog. Sein Neffe Roberto D’Ettorre Piazzoli arbeitet gleichfalls als Kameramann.

## Filmografie
- 1956: Mit Melone und Glacéhandschuhen (Parola di ladro)
- 1957: Maurizio (I colpevoli)
- 1957: I sette contadini (Kurzdokumentarfilm)
- 1958: Il marito
- 1958: Welker Lorbeer (Un uomo facile)
- 1959: Esterina
- 1959: Man nannte es den großen Krieg (La grande guerra)
- 1959: Diebe sind auch Menschen (Audace colpo dei soliti ignoti)
- 1960: Rendezvous in Ischia (Appuntamento a Ischia)
- 1960: La garçonnière
- 1960: Die Nacht vor dem Gelübde (Lettere di una novizia)
- 1961: Bevor das Licht verlöscht (L'imprevisto)
- 1961: Madame Sans-Gêne
- 1962: Insel der verbotenen Liebe (L'isola di Arturo)
- 1962: Die Eingeschlossenen (I sequestrati di Altona)
- 1963: Die Nackte (La noia)
- 1963: Das heiße Leben (La calda vita)
- 1964: Controsesso
- 1964: Drei Liebesnächte (3 notti d'amore)
- 1964: Hochzeit auf italienisch (Matrimonio all’italiana)
- 1965: Eine Jungfrau für den Prinzen (Una vergine per il principe)
- 1965: Madamigella di Maupin
- 1966: Seitensprung auf italienisch (Adulterio all’italiana)
- 1966: Unsere Ehemänner (I nostri mariti)
- 1966: Geh ins Bett, nicht in den Krieg (Non faccio la guerra, faccio l‘amore)
- 1967: Dick smart 2.007
- 1967: Don Giovanni in Sicilia
- 1967: Die längsten Finger hat Madame (La notte è fatta per … rubare)
- 1968: Faustina
- 1969: Die Klette (Un detective)
- 1969: Warum läufst du immer nackt herum? (Dove vai tutta nuda?)
- 1970: Der Teufel kennt kein Halleluja (La collera del vento)
- 1970: La Califfa
- 1971: Das Callgirl und die Liebe (Il provinciale)
- 1972: Eine merkwürdige Liebe (Questa specie d’amore)
- 1972: Der Meister und Margerita (Il maestro e Margherita)
- 1973: Un modo di essere donna
- 1973: Un amore così fragile così violento
- 1974: Mussolini – Die letzten Tage (Mussolini ultimo atto)
- 1974: In den Händen des Entführers (Fatevi vivi, la polizia non interverrà)
- 1974: Das Urteil (Processo per veritissima)
- 1975: Der Richter und sein Henker
- 1975: Il caso Raoul
- 1975: Ich polier’ dir deine Glatze (Colpo in canna)
- 1975: Africa Express
- 1976: Der Dreh mit dem Millionencoup (Gli amici di Nick Hezard)
- 1976: Lollipops und heiße Höschen (Bruciati da cocente passione)
- 1977: Abendessen mit anschließendem Frühstück (Pane, burro e marmellata)
- 1978: Diamanti sporchi di sangue
- 1978: Oben ohne, unten Jeans (Avere vent'anni)
- 1980: Ich hasse Blondinen (Odio le bionde)
- 1984: Söldner Atack (Razza violenta)
- 1984: Ein bißchen blond (Qualcosa di biondo)
- 1985: Killer contro Killers
- 1987: Un'australiana a Roma (Fernsehfilm)
- 1988: Das Chaoten-Duo (Arrivederci e grazie)
- 1989: Fratelli d’Italia
- 1990: Le comiche